# 성십자가 사원

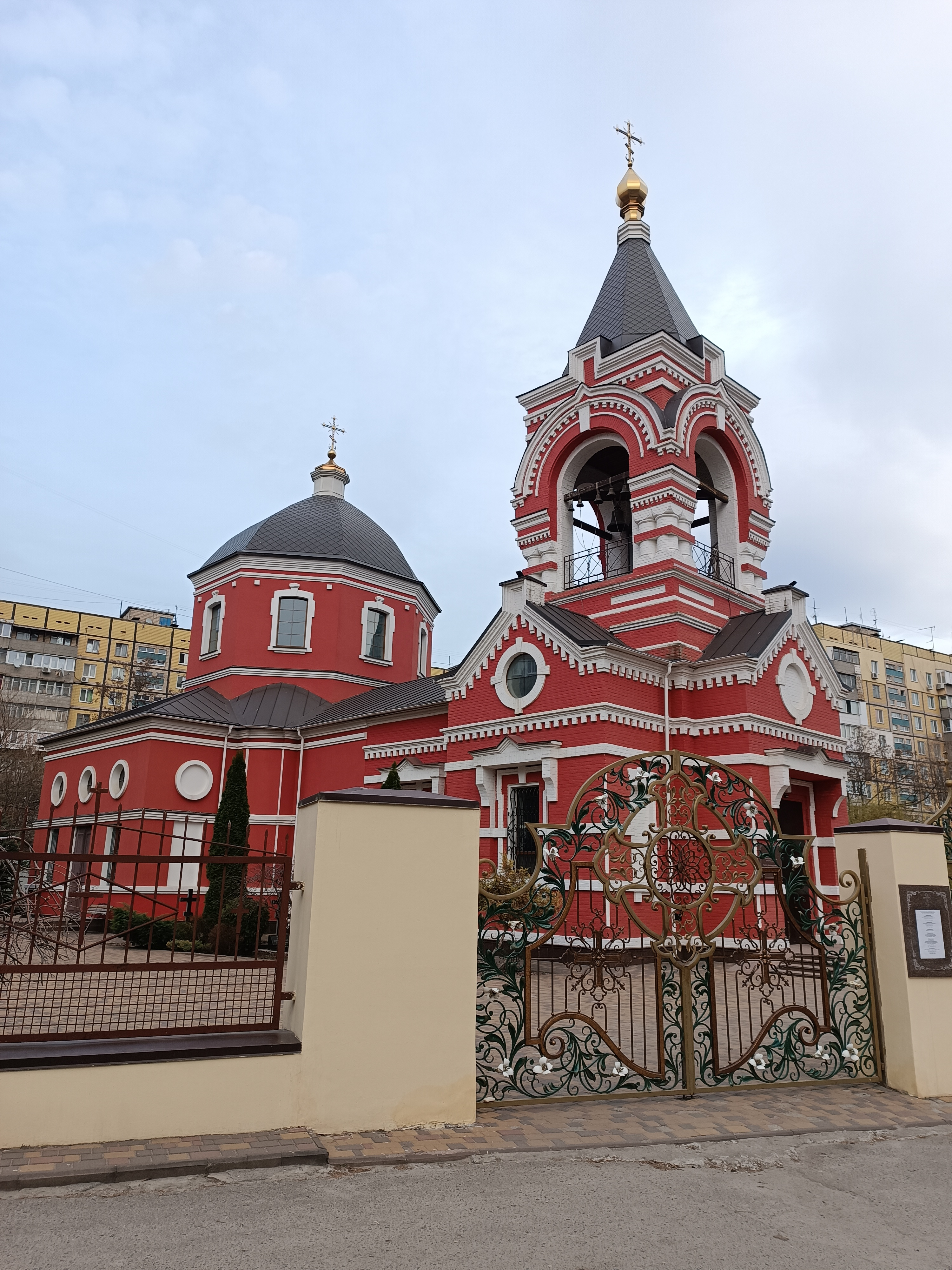
성십자가 사원

성십자가 사원(우크라이나어: Хрестовоздвиженський храм)은 우크라이나 드니프로에 위치한 모스크바 총대주교좌 우크라이나 정교회 사원이다.

## 역사
1803년 5월 10일에 카자크 정착촌에 사원 설립을 위한 공문서가 발행되었으며 1812년에 사원이 봉헌되었다. 1900년부터 1903년 사이에 2층 규모의 종탑이 건립되었고 같은 시기에 사원의 남문에 우크라이나 네오바로크 건축 양식을 띤 벽돌 울타리가 건립되었다.
1919년에는 교구 목사였던 흐리호리 스타니슬라우스키와 그의 가족들이 볼셰비키에 의해 처형되었고 1941년에는 독일 군대의 점령으로 인해 파괴되었다. 1970년에는 다층 거주 지역 건립을 위해 사원의 북쪽 부분의 일부가 파괴되었다. 사원은 철거를 면했지만 고층 건물에 완전히 둘러싸였고 지하수가 상승하면서 정기적인 홍수가 발생하게 되었다.
2002년 1월 21일에 드니프로페트로우스크 시의회에 의해 최근에 발견된 가장 중요한 지역의 건축 기념물 지위를 부여받았다. 2010년 중반에 사원이 완전히 복원되었다.

## 참고 문헌
- https://web.archive.org/web/20100124115955/http://www.libr.dp.ua/book.htm Феодосий Макаревский: Материалы для историко-статистического описания Екатеринославской Епархии: Церкви и приходы прошедшего XVIII столетия. - Екатеринослав, типография Я.М. Чаусского, 1880.